# دورين نورتن
دورين نورتن (بالإنجليزية: Doreen Norton)‏ هي ممرضة بريطانية، ولدت في 1 مايو 1922 في دارتفورد ‏ في المملكة المتحدة، وتوفيت في 30 ديسمبر 2007 في وورثينغ ‏ في المملكة المتحدة بسبب مرض.